# 機能主義 (建築)
デザインにおける機能主義（きのうしゅぎ、ファンクショナリズム）は、建築や工芸、製品の設計は、デザインと実用的機能性（実用性、利便性）との統一を目指しながらも、使用目的を踏まえ、要求される機能性を最優先に重視した設計をするという原則や思想。近代建築を成立させた近代建築理論の一つ。インダストリアルデザイナーのディーター・ラムスは機能主義派と呼ばれており、建築家の原広司などは機能主義に否定的である。機能主義で設計された建築を機能主義建築と言う。

## 建築における機能主義の歴史
用、美、強というウィトルウィウスの3条件にまで遡ることができる。機能主義的な考えは、ゴシック・リヴァイヴァルの建築家にとっても典型的なものである。特にオーガスタス・ウェルビー・ノースモア・ピュージン(1812年3月1日 - 1852年9月14日)は、「建築物の外観は、利便性、構造、作法のために不要なものであるべきではない。」、「すべての装飾は建築物の本質的な構造を豊かにするものであるべきである。」と書いている。
20世紀初期に、シカゴの建築家ルイス・サリヴァン(1856年9月3日 - 1924年4月14日)は、建築物の寸法、量感、空間文法及び他の特性は、ただ建築物の機能のみによって決定されるべきであるという信念を表した「形態は機能に従う(Form follows function)」というフレーズを有名にした。これは、機能の側面が満足されれば、建築的な美は自然にそして必然的についてくるということを意味していた。
機能主義者の間では一般に装飾には何の機能もないと考えられているため、サリバンが複雑な装飾を広範囲に使用していたことから、彼の信条はしばしば皮肉に取られる。この信条はまた「誰の」機能かという点を明らかにしていない。例えば、集合住宅の建築家が、オーナーのどのような外観や雰囲気にしたいかという意見と食い違うことはありふれたことだし、将来のテナントとも意見が食い違うかもしれない。しかしながら、「形態は機能に従う」は重要で不朽の思想を表現している。サリバンの弟子のフランク・ロイド・ライト(1867年6月8日 - 1959年4月9日）はも、機能的設計の見本といわれる。
近代建築(モダニズム建築)の根源は、スイス生まれのフランスの建築家ル・コルビュジエ(1887年10月6日 - 1965年8月27日)と、ドイツの建築家ミース・ファン・デル・ローエ(1886年3月27日 – 1969年8月17日)の作品にある。従来の様式を簡素化した点で、2人は機能主義者であった。
ルは1926年に建築における機能性を追求し、「新しい建築の5原則(新しい建築のための5つの要点)（ピロティ、自由な平面、自由な正面(ファサード)、独立骨組みによる水平連続窓、屋上庭園）」を生み出した。デルはルの合理的な側面を更に推進させた建築家である。グロピウスによるドイツのバウハウスも機能主義と、新しい時代に適切な美学であるとして関わってた 。
1923年、ヴァイマル共和政のドイツで働いていたミース・ファン・デル・ローエは、サリバンが目標とした建築本来の美を達成した、極端に簡素化され、入念な細部を備えた作品を生み始めた。ル・コルビュジエは、1923年の著作『建築をめざして』において述べた「住宅は住むための機械である。」という名言は未だに影響力を持ち、フランス・ポワッシーのサヴォア邸のような初期の作品は原型的に機能的であると考えられている。
1930年代半ばになると、機能主義は、機能性とデザインの統合性の問題としてよりも、美学的なアプローチとして議論され始める。

## 非機能主義

### ポストモダン建築・脱構築主義建築や批判
アメリカの建築家フィリップ・ジョンソンは、1970年代から1980年代に、「インターナショナル・スタイル」と読んでいたモダン建築スタイルから、非機能主義的なスタイル（非機能主義的建築）へと移行した。以降の彼の設計は、「ポスト・モダン建築の象徴」と呼ばれるようになる。そして、ジョンソンは建築家には機能に関する責任はないと主張し、「形態は私の知らないところからやってくる。しかし、建築の機能や社会学的な面とはまったく関係ない。」と述べている。
ポストモダン的なデザインは、世界的に商業主義と結びつき量産された。日本では1980年代の好景気やバブル経済の時に結びついた。「ポストモダン建築」は単なる記号的なデザイン」として評価は低く、基本的に「一過性の流行現象」として語られる。

### デザインの敗北
おしゃれさ優先で、利用者層の本来のニーズを無視し、機能失敗・ユーザビリティが悪いデザインのモノは「デザインの敗北」と呼ばれる。例として、標準的でないピクトグラムを使ったために「意味を伝える」という機能を果たさない表示板、目が不自由の人のための点字ブロックなどに特定物に「デザイン」を組み込んだことで使いにくくしたり、不便となっているデザイン失敗事例が呼ばれている。他にも伝えたい情報を利用者に瞬間的に理解させられず、補足のためにラベル等を貼られて情報追記が必要になってしまっているデザインも含む言葉である。このタイプの「デザインの失敗」としては、セブンカフェのコーヒーメーカーの事例(セブンカフェ#評価#デザイン)、歌舞伎町タワーのジェンダーレストイレなど有名である。機能主義に否定的で「ポストモダン建築」・「様相論」を唱える原広司による天気や気温変化に弱い吹き抜け構造の京都駅ビル、安藤忠雄のタイムズビル(京都市の木屋町)、福武ホール(東京大学)、海の駅なおしま(直島町)、隈研吾の国立競技場、古谷誠章の茅野市民館図書室などが「使い勝手の悪さは利用者の側が補い、建物そのものを見物する客をあてこんだデザイン」「アート性を重視しすぎた結果、日常に不便を来す典型例」にあげられている。